# Marioniscus hachijoensis
Marioniscus hachijoensis är en kräftdjursart som beskrevs av Nunomura 1999. Marioniscus hachijoensis ingår i släktet Marioniscus och familjen Scyphacidae. Inga underarter finns listade i Catalogue of Life.